# Pappersmarmorering

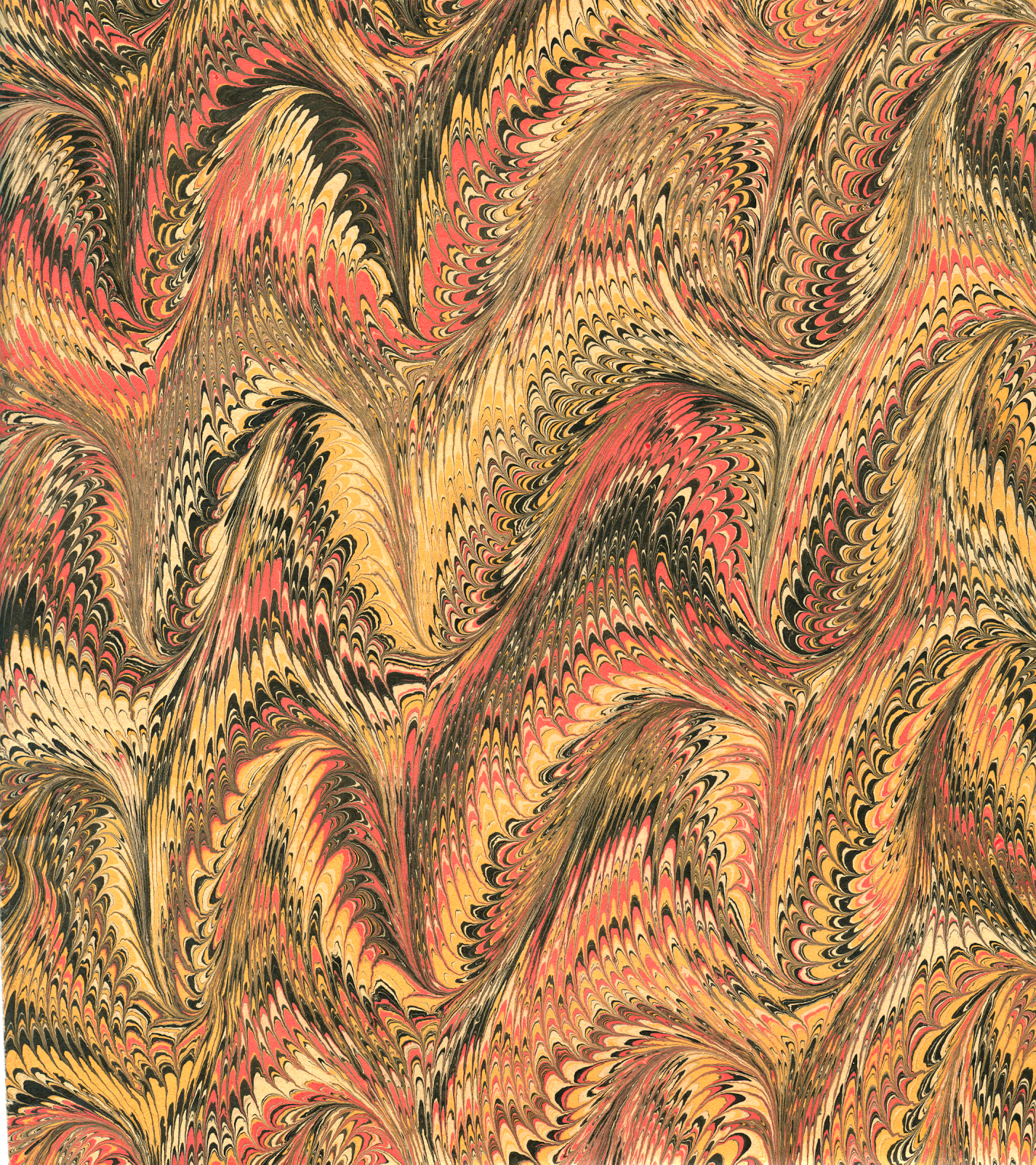
Kammarmorering av Michel Duval, 1985. Mönstret har alltså skapats av ett kamliknande redskap.

Pappersmarmorering är en teknik för att skapa mönster på pappersark. Det finns olika varianter men de flesta bygger på att färger under vissa omständigheter kan flyta på ytan av en vätska utan att blandas med denna. Med hjälp av redskap kan man skapa mönster i färgerna. Mönstret förs över till ett papper genom att papperet läggs på ytan så att färgen absorberas.

## Historik
Konsten att framställa marmorerat papper anses först ha utövats i Kina eller Japan, kanske redan på 900-talet. Säkert är att det på 1100-talet förekom en sorts marmoreringsteknik i Japan, suminagashi, ”flytande bläck”. Några århundraden senare utvecklades i Persien och Konstantinopel en något annorlunda teknik, ebrû, i Europa ofta kallat ”turkiskt papper”. Ordet kommer från det persiska abrî som betyder molnig eller mångskiftande. Under senare hälften av 1500-talet importerades marmorerat papper från Turkiet till länderna i Europa. Det användes först i stamböcker, album amicorum, och därifrån spreds bruket av marmorerat papper till foder i bokpärmar eller kistor och skrin, till väggtapeter och framför allt till broschyromslag kring pärmlösa häften.
I Turkiet försökte man hemlighålla hur marmoreringsprocessen gick till, men runt sekelskiftet 1600 lyckades man först i Tyskland och sedan i Frankrike framställa turkiskt papper. Det var bokbindarna som skapade det marmorerade pappret. När deras arbete övertogs av maskiner mot slutet av 1800-talet avtog intresset för pappret.
I Sverige kom tillverkningen sannolikt igång mot slutet av 1600-talet, men långt in på 1700-talet förblev marmorerat papper en sällsynt lyx. Vid mitten av 1700-talet tillverkades marmorerat papper vid Alingsås manufakturverk. Sveriges internationellt mest kända marmorerare anses Ingeborg Börjesson (1890-1976) ha varit.
På 2000-talet är marmorering åter populärt, både i Sverige och internationellt. Det anordnas marmoreringskurser och skolbarn får prova på tekniken. Man gör marmortryck med dator och marmorerade böcker har blivit vanliga. Mönstret förekommer också som tatueringar, på shoppingkassar och andra bruksföremål.

### Exempel

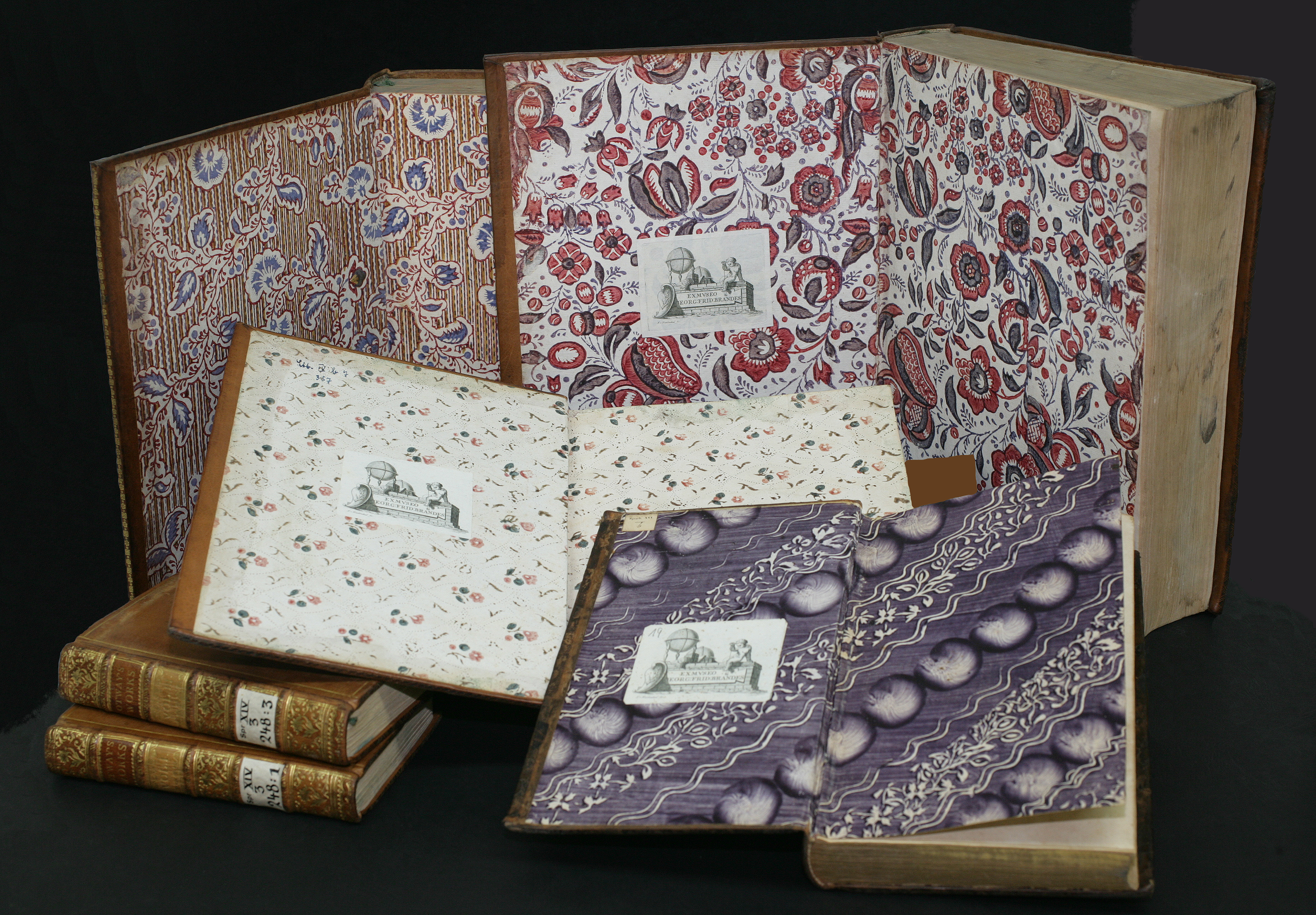
Marmorerade pärmar och försättsblad
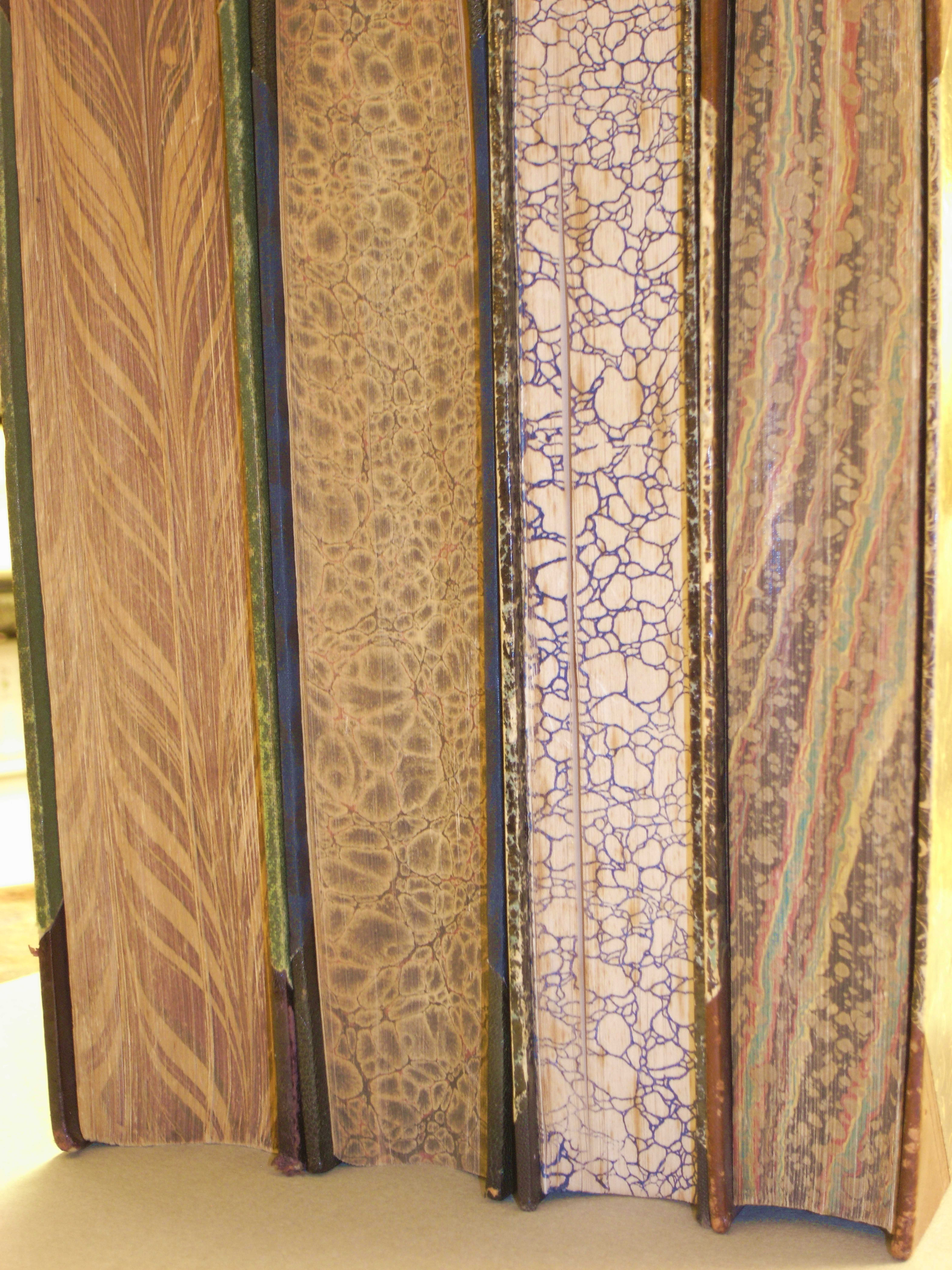
Boksnitt
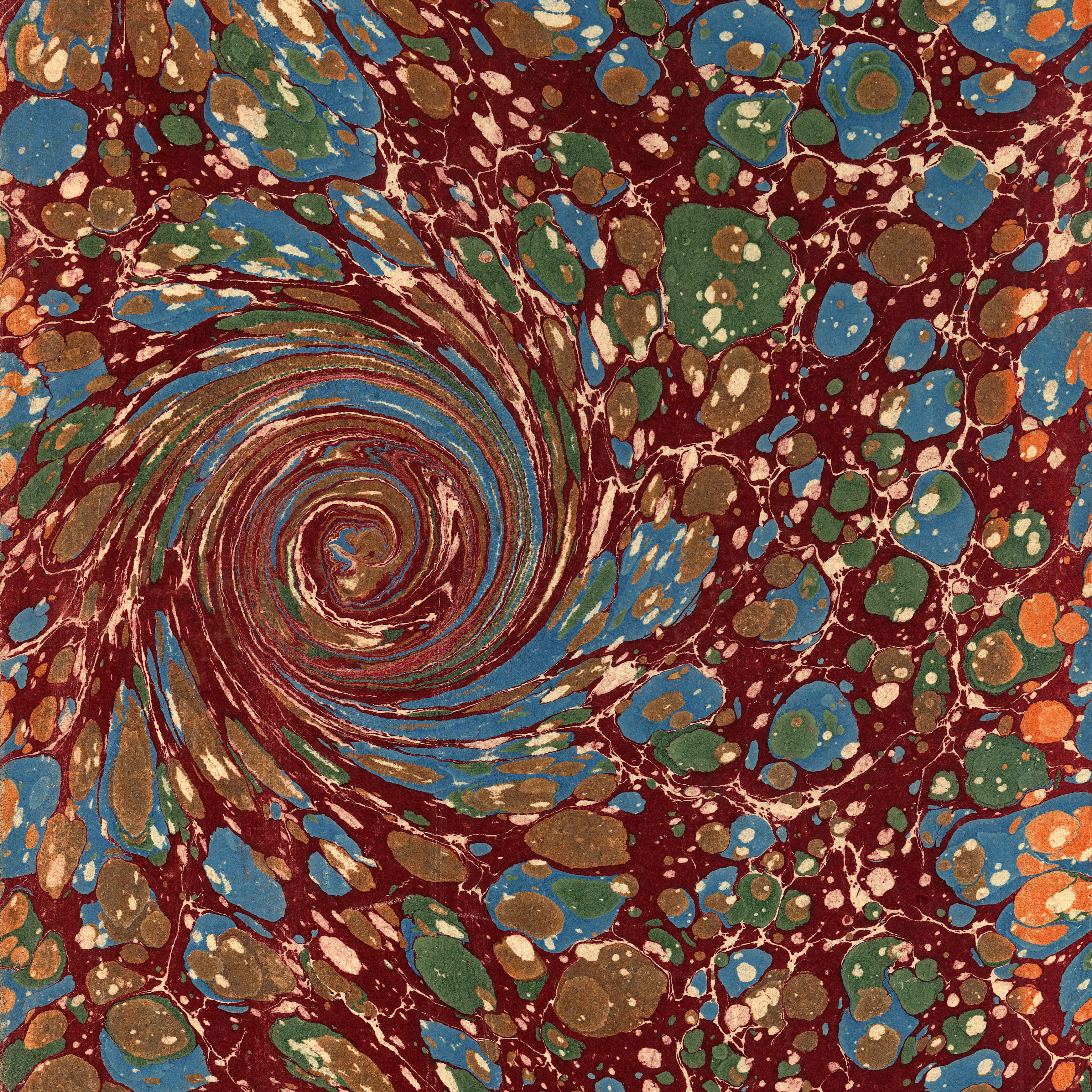
Frankrike 1880
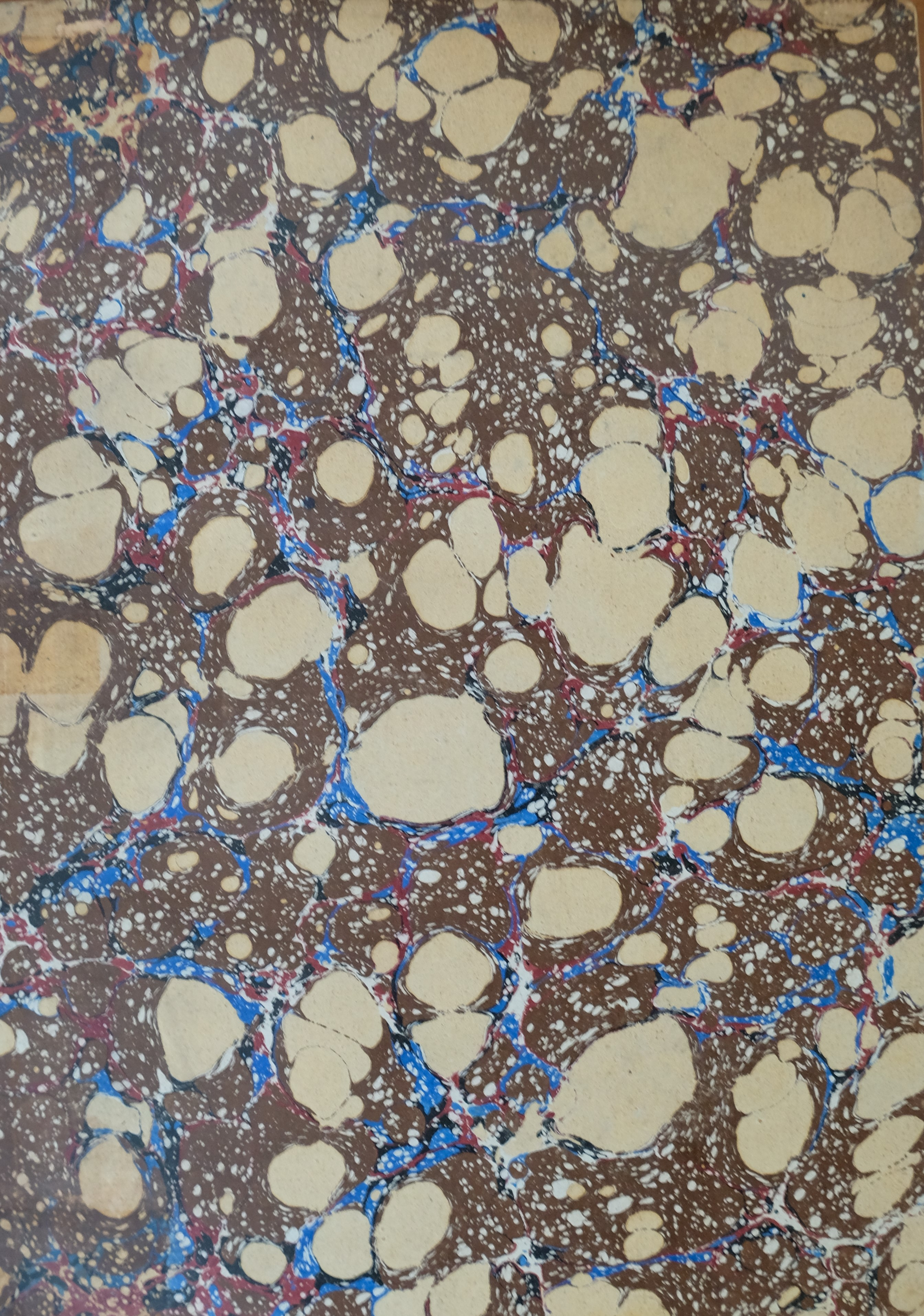
Marmorering i "Philosophiae Naturalis Principia Mathematica" av Isaac Newton. Tryckt 1871.
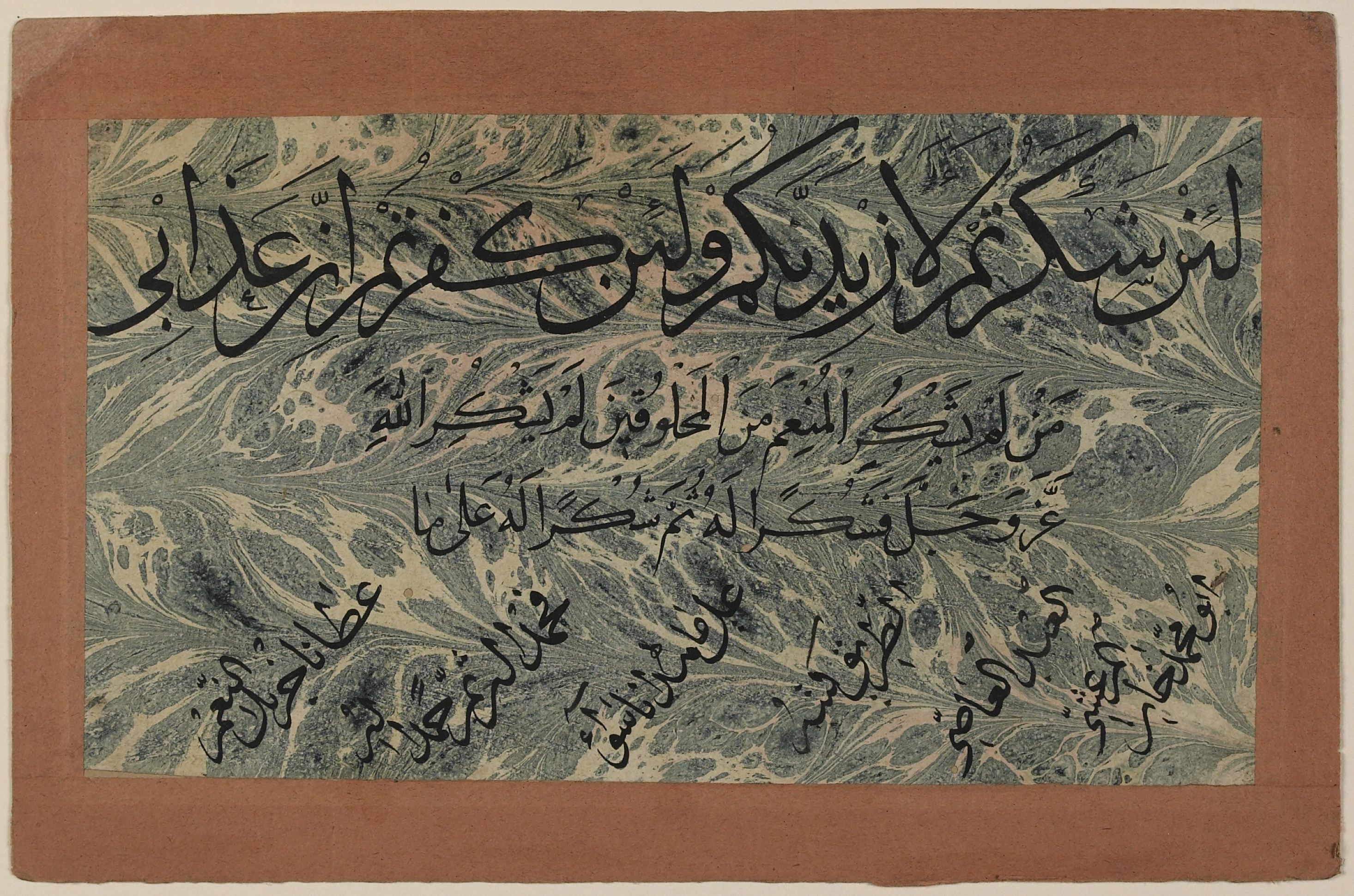
Marmorerad bakgrund till text ur koranen. Persien 1700-talet.

## Tekniken
Namnet marmorering kommer från några av de klassiska mönstren som i vissa färgkombinationer liknar marmor. Ordet används dock också om många andra mönster; det är framställningssättet som är avgörande.

### ”Turkisk" marmorering – ebrû
Man häller en trögflytande vätska, en ”slemgrund”, i ett grunt kar till en höjd av cirka 5 cm. Ovanpå droppar man bläck eller oljefärg. Slemgrunden bär färgen och beroende på färgens sammansättning flyter den ut mer eller mindre. Färger med olika viskositet kan läggas ovanpå varandra utan att de blandas samman. Med hjälp av olika redskap – nålar, pinnar, kammar eller krattor – kan man sedan göra mönster i färgskiktet. Ett pappersark läggs på ytan och tas upp igen, nu mönstrat. Överflödig färg och slemgrund sköljs bort med vatten och pappret läggs att torka. Färgskiktet är nu förbrukat. Om man vill fortsätta med ett nytt ark måste man först avlägsna resterna av färgskiktet från grunden med en skrapa och sedan lägga på ny färg. Varje marmorerat papper blir härmed unikt.
För att bereda grunden har man traditionellt använt dragant, ett gummiliknande ämne som kan utvinnas ur vissa ärtväxter. Dragant sväller i kallt vatten och vid kokning i vatten uppstår ett tjockt slem, som efter filtrering och avsvalning får en gelatinartad konsistens. Vid mitten av 1800-talet började man att ersätta dragant med karagentång som var billigare.
Färgen rivs omsorgsfullt eftersom stoftet måste vara mycket fint för att inte sjunka till botten. Pigmentet blandas med alkohol samt några droppar oxgalla. Gallan får färgen att lättare flyta ut på papperet, ju mer galla desto lättare flyter färgen. Den kan också göra så att olika färger inte blandas med varandra. När papperet torkat kan det efterbehandlas på olika sätt för att göras tåligare, exempelvis med vax.
Förutom pappersark kan man marmorera snittet på en boks inlaga, liksom tyg, läder och föremål.
Numera har syntetiska ämnen oftast ersatt dragant, karagentång och oxgalla. Lämpliga färger finns att köpa i handeln.

### Japansk marmorering – suminagashi

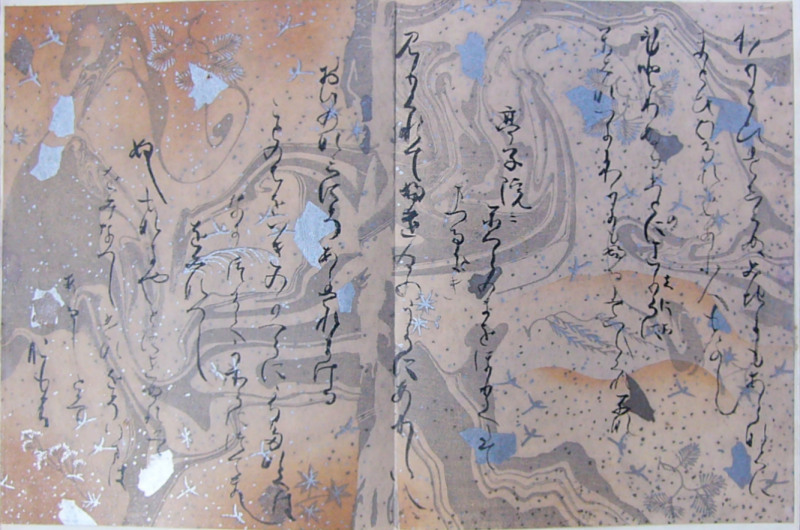
Två sidor ur en diktsamling av den japanske poeten Ōshikōchi no Mitsune, Heian-perioden.

Suminagashi skiljer sig från västerländsk marmorering i två viktiga avseenden:
1. Som främsta färgämne använder man bläck gjort av barrträdssot, sumi. Detta kan kompletteras av röda och blå färger.
2. Som grund har man rent vatten. Man har alltså inget förtjockningsmedel.

En annan skillnad är att suminagashi ofta har ljusare färger än västerländsk marmorering.
Suminagashi började framställas i Japan under Heian-eran (794-1185). Några pappersark från 1100-talet är bevarade. Mönstren kunde efterlikna vitt tyg som veckas av vinden eller långsamt rinnande vatten. De skapades genom att man försiktigt spred bläck på ytan och sedan blåste på eller krusade den med en nål. Ibland täckte mönstret bara en del av en sida, resten användes för att skriva korta dikter.
Tillverkningstekniken bevarades länge som om en hemlighet inom familjen Hiroba. Runt 1700 tillverkades suminagashi även av familjen Uchida. När Japan öppnades för västerlandet mot slutet av 1800-talet spreds kännedom om detta sätt att marmorera dit.
Förutom papper kan tekniken användas för att ge mönster åt tyg, exempelvis kimonos. Det är idag det viktigaste användningsområdet.

### Klistermarmorering
Det finns många sätt att skapa ”marmor”-mönster på papper. Klistermarmorering är en metod som funnits länge bland bokbindare, flera århundraden. Den skiljer sig från såväl turkisk som japansk marmorering genom att man applicerar färg direkt på pappret, alltså inte först på en vätskeyta. Exempel:
1. Gör klister genom att koka upp 1 del vetemjöl och 7 delar vatten. Låt svalna. Pressa massan genom en silduk.
2. Rör ner färgpigment i klistret och blanda noggrant.
3. Fukta två lika stora pappersark och pensla på klisterfärgen.
4. Lägg papperna mot varandra färgyta mot färgyta och drag sedan isär dem. Penseldragens randningar suddas därmed bort.
5. Gör mönster av ”kammar” av kartong eller med fingrarna.
6. När färgen torkat kan man efterbehandla pappren med bivax eller möbelvax så att de blir tåligare.[11]